# Lutsch-Haus

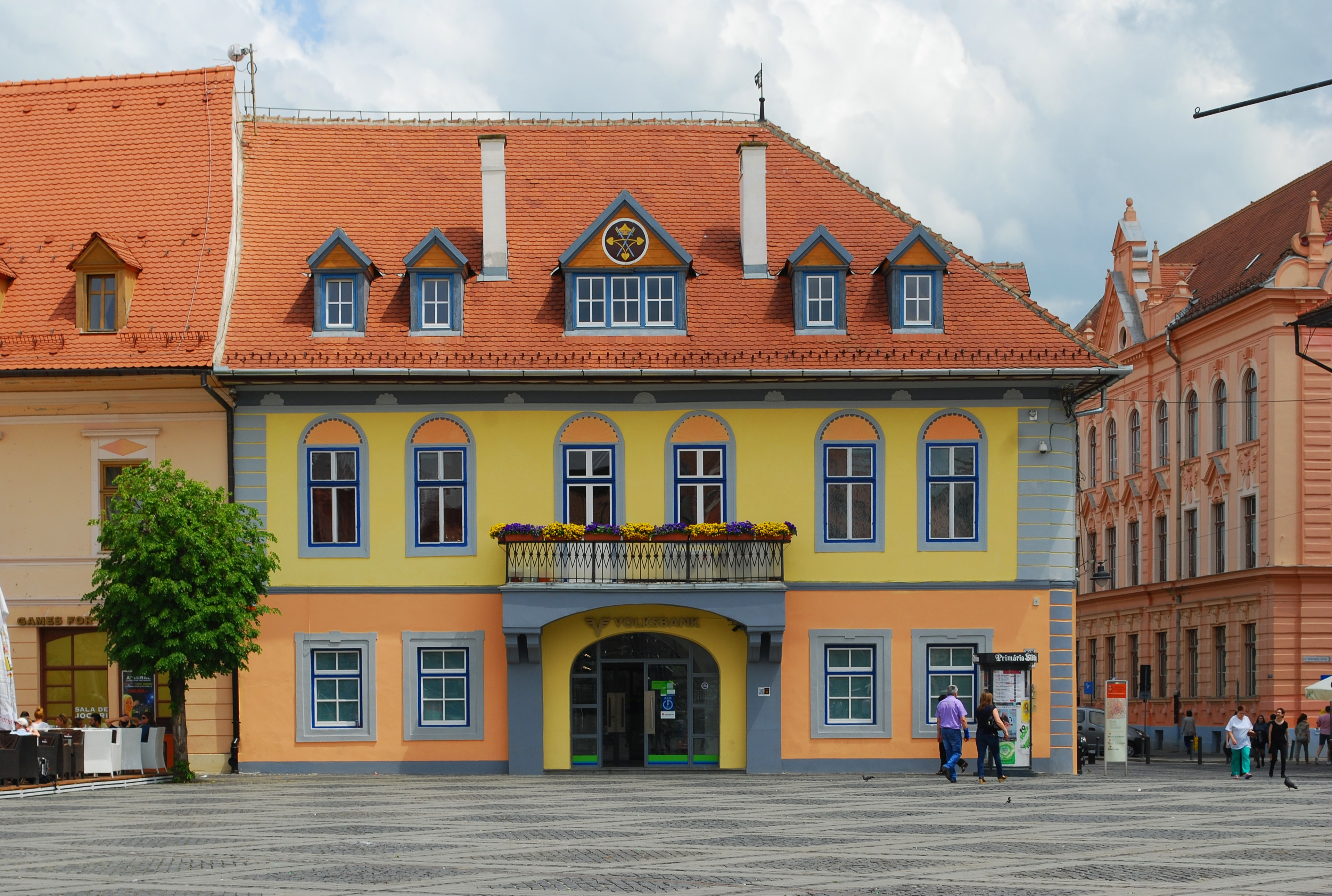
Das Lutsch-Haus 2015

Das Lutsch-Haus (auch Forumshaus genannt; rumänisch Casa Lutsch) in Hermannstadt (Rumänien) (rumänisch Sibiu [si'biu], ungarisch Nagyszeben, siebenbürgisch-sächsisch Hermestatt) ist der Hauptsitz des Demokratischen Forums der Deutschen in Rumänien (DFDR). Das Gebäude ist nach seinem ehemaligen Besitzer, dem siebenbürgischen Politiker Johannes Lutsch, benannt und befindet sich in der Str. General Magheru 1–3 am Großen Platz (Piața Mare).

## Gebäude
Das Gebäude wurde laut Historikern 1424 von König Sigismund erbaut, um darin Könige, Woiwoden und andere hohe Würdenträger unterzubringen, die nach Hermannstadt kamen. Bis Ende des 15. Jahrhunderts war das Haus im Besitz der Familie Altemberger, dann zwischen 1537 und 1593 im Besitz der Familie Haller. Danach gelangte das Gebäude in den Besitz von Johannes Lutsch, der es einer Legende nach 1661 nach einem Kegelspiel an Georg Reussner verlor. 1830 wurde das Gebäude grundlegend umgebaut und 1999 umfassend renoviert.